# Анатолиј Иванишин
Анатолиј Алексејевич Иванишин (рус. Анатолий Алексеевич Иванишин; рођен 15. јануара 1969. у Иркутску, СССР) је официр руског ратног ваздухопловства и космонаут Роскосмоса. До сада је у свемир летео једном, летелицом Сојуз ТМА-22, између новембра 2011. и априла 2012. године, када је боравио на Међународној свемирској станици као члан Експедиција 29/30. Други пут полетео је у свемир 7. јула 2016. летелицом Сојуз МС-01 и боравио на МСС као члан Експедиција 48/49 (био је командант Експедиције 49) у трајању од 115 дана.
Ожењен је Светланом Иванишином са којом има сина Владислава (1993).